# Lycaena zahaltensis
Lycaena zahaltensis är en fjärilsart som beskrevs av Gary R. Graves 1910. Lycaena zahaltensis ingår i släktet Lycaena och familjen juvelvingar. Inga underarter finns listade i Catalogue of Life.